# Nationalisme breton
Ne doit pas être confondu avec Mouvement breton (Emsav).
Le nationalisme breton est un courant politique qui revendique l'indépendance de la Bretagne.

## Positionnement au sein du mouvement breton
L'universitaire Michel Nicolas décrit cette tendance politique du mouvement breton comme « une doctrine mettant en avant la nation, dans le cadre étatique comme non étatique ». Selon lui, les personnes appartenant à cette tendance peuvent choisir de se présenter comme séparatistes ou indépendantistes, c'est-à-dire réclamant le droit à toute nation de se constituer en État, et le cas échant de pouvoir se séparer pour en créer un.
Il l'oppose ainsi au régionalisme qui lui vise à un « réaménagement administratif accordant une autonomie à l'échelon régional » (c'est-à-dire autonomiste), et au fédéralisme breton qui lui cherche à mettre en place une organisation fédérale du territoire.

## Historique

### Début des années 1910

#### D'Ar Boblau parti nationaliste breton

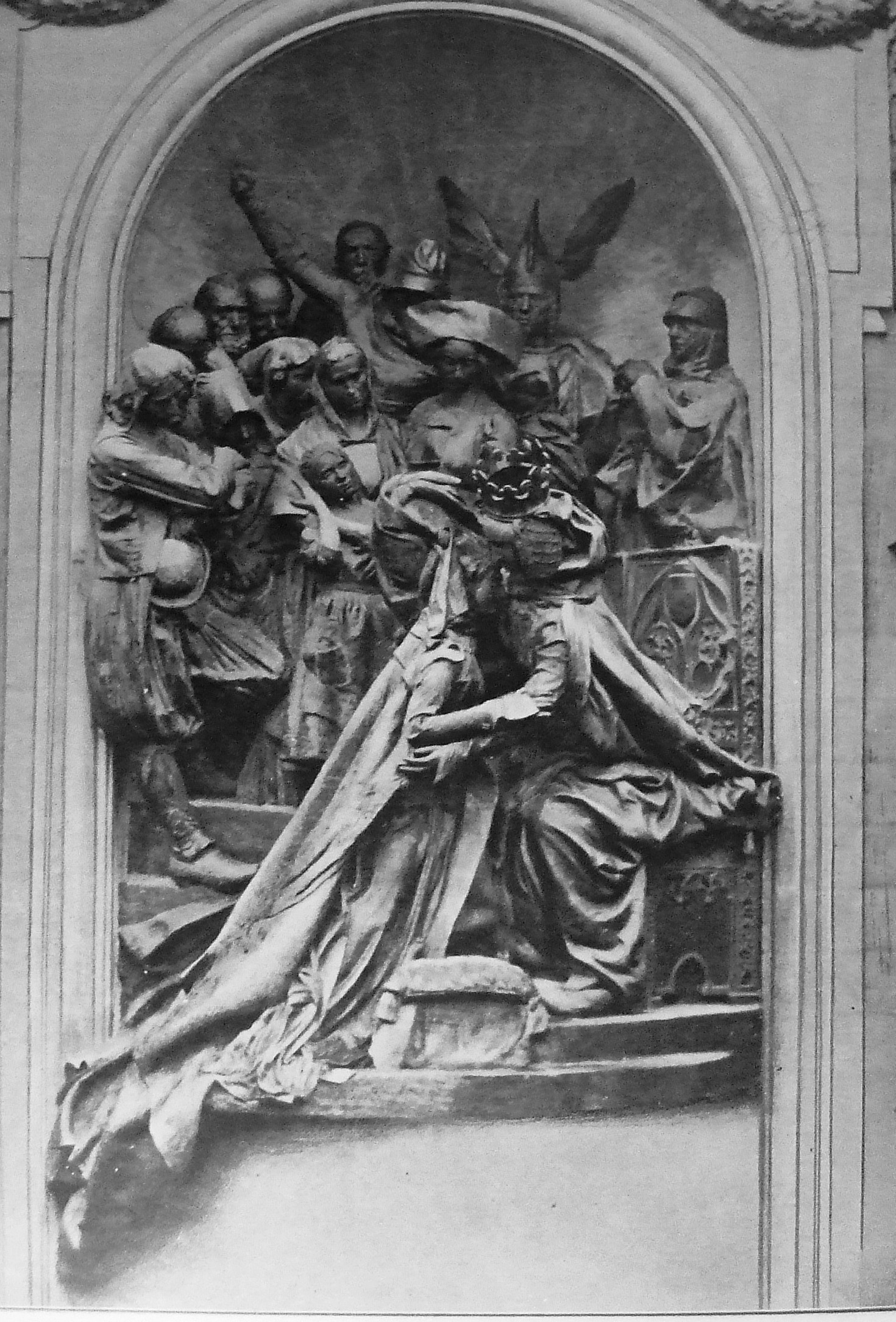
L'œuvre de Jean Boucher à l'origine de la création du courant nationaliste.

Plusieurs auteurs, groupes culturels, ou groupes politiques régionalistes, utilisent l'expression de « nation bretonne » dès le XIXe siècle mais sans que celle-ci ne relève de dimension nationaliste. C'est le cas de l'Association bretonne qui défend une Bretagne catholique comme rempart à une France trop moderniste et laïque.
Ce n'est qu'au début du XXe siècle qu'un courant nationaliste breton commence à se constituer. Imitant le nationalisme français de l'époque, il axe son discours sur la défense de la langue bretonne et la valorisation de l'histoire de la Bretagne ; il s'en démarque cependant en cherchant à légitimer son action en se comparant à celles d'autres minorités européennes, « celtes » en particulier, comme celles du pays de Galles et surtout d'Irlande.
Dès la fin des années 1900, le journal Ar Bobl de François Jaffrennou commence à diffuser des idées proches de cette idéologie, mais 1911 est une date clef pour ce courant. L'inauguration d'une œuvre de Jean Boucher dans une niche de l'hôtel de ville de Rennes, figurant la duchesse Anne de Bretagne agenouillée devant le roi de France Charles VIII, provoque un courant d'opposition dans les mouvements régionalistes. Un militant, Camille Le Mercier d'Erm, perturbe l'inauguration et utilise son procès comme tribune. C'est la première expression publique d'un nationalisme breton. À la suite de cet évènement, un groupe d'étudiants rennais fonde le parti nationaliste breton, qui compte à ses débuts plusieurs membres de la Fédération régionaliste de Bretagne avec le but de rompre avec les idées régionalistes de ce groupe. Parmi ses premiers membres figurent Louis Napoléon Le Roux, Auguste Bocher, Pol Suliac, Joseph du Chauchix, Joseph Le Bras, Job Loyant, mais leurs effectifs ne vont guère au-delà des 13 membres du comité de rédaction de Breiz Dishual.

#### Premiers positionnements

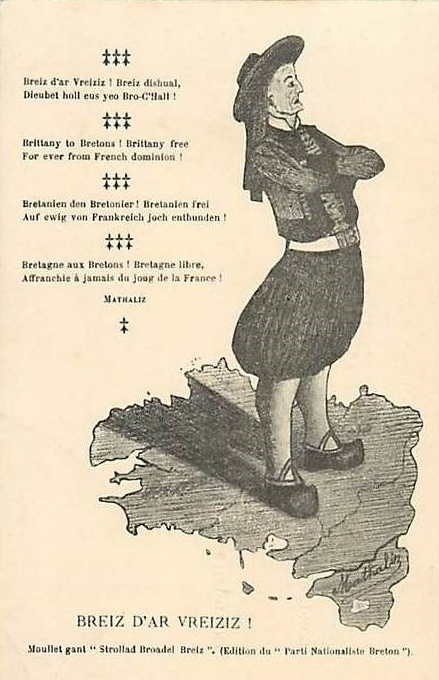
Carte postale du parti nationaliste breton réclamant une « Bretagne libre, affranchie à jamais du joug de la France ».

Le groupe se positionne en rupture avec le régionalisme breton, qu'il accuse d'entériner une emprise étrangère, celle de la France, en Bretagne. Chercher à appliquer le principe de subsidiarité, c'est-à-dire réclamer une décentralisation avec une redistribution des compétences, équivaudrait selon les nationalistes à légitimer une domination française. Ils s'opposent autant aux monarchistes (notamment en entretenant des polémiques avec les membres de l'Action française), qu'aux républicains en prenant pour cibles les « hussards noirs de la république », accusés de mener une politique de répression linguistique. En 1912, Breiz Dishual, le journal du PNB, formule ainsi pour la première fois cette opposition envers les royalistes et les républicains avec l'expression « na ru na gwenn, Breizhad hepken », (« ni rouge ni blanc, Breton seulement »), reprise lors des décennies suivantes par différentes tendances. Les nationalistes refusent ainsi de soutenir certains milieux comme l'aristocratie foncière ou la bourgeoisie urbaine, jugés compromis. C'est aussi au sein de ce premier groupe qu'apparaissent les premières idées fédéralistes dès avril 1914 dans Breiz Dishual.
Ce courant se positionne aussi vis-à-vis d'évènements et d'acteurs internationaux, notamment dans le courant panceltique. Breiz Dishual, indique dès son premier numéro de juillet 1912 vouloir prendre exemple sur les méthodes des nationalistes irlandais. Cette comparaison entre les situations bretonnes et irlandaises de l'époque n'est pas propre au courant nationaliste breton, et se retrouve aussi chez des observateurs extérieurs, comme Max Nordau pour le quotidien libéral allemand Vossische Zeitung en 1913. Le parti nationaliste breton comme son journal Breiz Dishual n'ont cependant qu'un échos limité dans le mouvement breton de l'époque, et son nationalisme ne trouve alors qu'une faible résonance. Un de ses fondateurs, Louis Napoléon Le Roux, va jouer un rôle par la suite pour faire le lien entre courants nationalistes bretons et irlandais. Il s'inspire aussi d'autres exemples européens comme la Hongrie, la Catalogne, la Norvège, les États balkaniques, et inscrit sa réflexion à l'échelle européenne.

### Dynamisme des années 1920

#### Du Groupe régionaliste breton à l'Unvaniez Yaouankiz Vreiz
Après la Première Guerre mondiale, le courant nationaliste continue son existence, et devient une des composantes les plus dynamiques du mouvement breton dans les années 1920. En 1918 est fondé le Groupe régionaliste breton, premier parti créé, reprenant  cette idéologie. Ses membres déclarent vouloir « travailler activement au relèvement de la Patrie bretonne ». Il mêle des anciens du Parti nationaliste breton comme Camille Le Mercier d'Erm, et de nouveaux venus comme Olier Mordrel, François Debeauvais, Yann Bricler, et Morvan Marchal ; il se dote dès janvier 1919 d'un journal, Breiz Atao, pour diffuser ses idées. L'adjectif « régionaliste » est préféré à celui de « nationaliste », d'une part car l'État français de l'époque tolère peu les idées séparatistes, et d'autre part car elle permet de nouer des liens avec la bourgeoisie bretonne de la Fédération régionaliste de Bretagne.
L'idéologie du groupe se situe initialement et partiellement dans une « mouvance maurrassienne »,, mais s'oriente rapidement dans un nationalisme de plus en plus affirmé. Le Groupe régionaliste breton prend le nom de Unvaniez Yaouankiz Vreiz en mai 1920, dont les statuts indiquent qu'il vise un « retour à la vie nationale autonome ». Son journal Breiz Atao évolue lui aussi en prenant comme sous-titre « revue mensuelle du nationalisme breton » en janvier 1921, puis celui de « la nation bretonne » en juillet de la même année.

#### Tâtonnements, du régionalisme breton, à l'autonomisme alsacien, au nationalisme irlandais
Les nationalistes visent dans un premier temps à prendre appui non sur la population bretonne, mais sur ses milieux économiques. Ils entendent devenir la tête pensante dans cette démarche élitiste. Debeauvais cite ainsi René Johannet dans cette optique dans le Breiz Atao d'avril 1921. Ils entrent ainsi en concurrence avec les régionalistes de la Fédération régionaliste de Bretagne, et les relations entre les deux groupes se tendent dès lors. L'antagonisme est renforcé en 1920 lorsque le FRB revendique la création d'une grande région ouest englobant Poitou, Anjou, Maine, Cotentin et Bretagne, position provocant un rejet unanime des autres groupes régionalistes, ainsi que des nationalistes. Dès lors, le discours des nationalistes devient profondément antirégionalistes, qu'ils accusent de tomber dans la « biniouserie » et la « bretonnerie ».

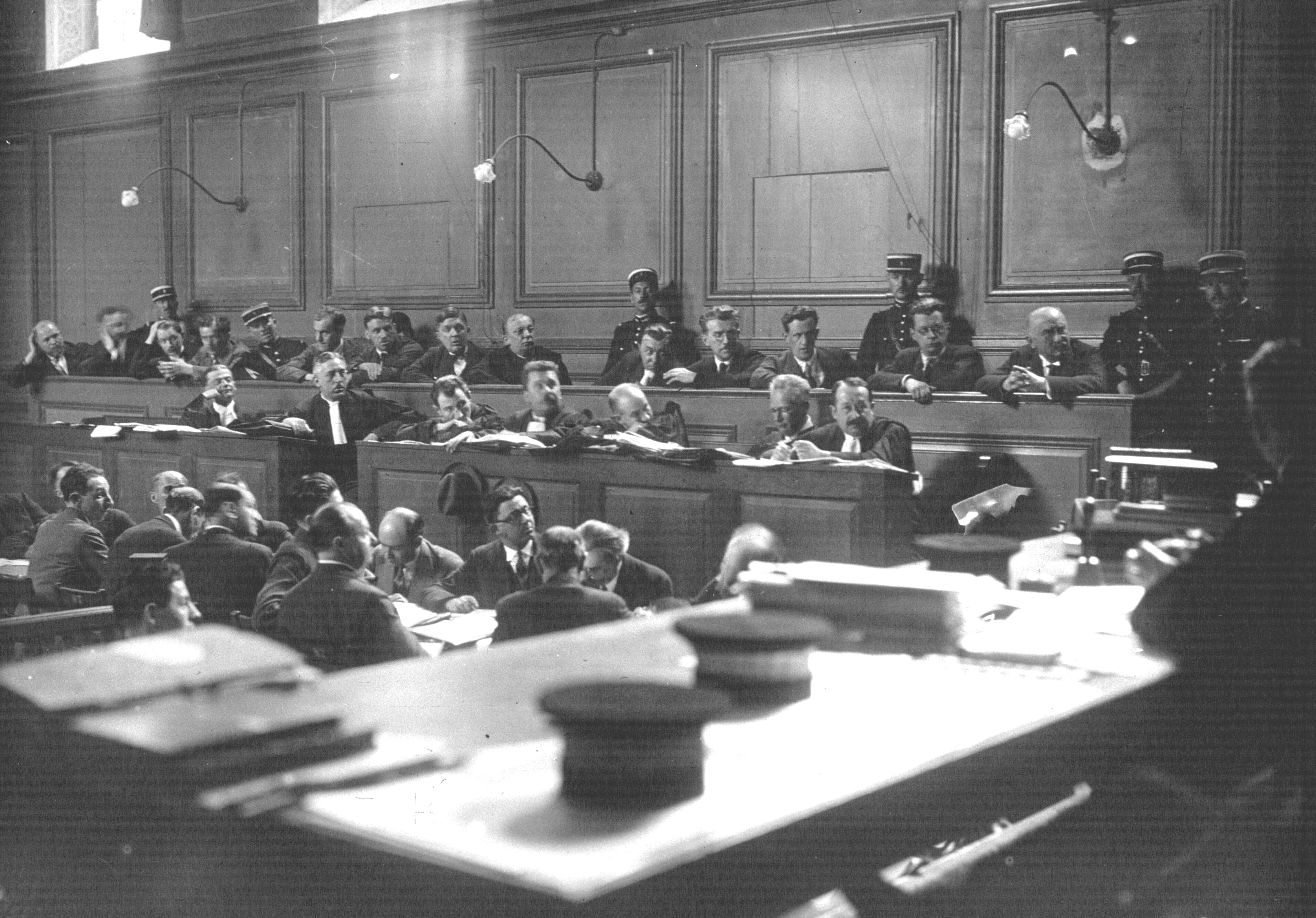
Le procès des autonomistes alsaciens en 1928 fournit un exemple à suivre pour les nationalistes bretons.

Les nationalistes cherchent aussi à sortir des repères politiques français de l'époque, de gauche comme de droite, et reprennent à leur compte le slogan « na ru na gwenn, Breiziz hepken » déjà utilisé par les premiers nationalistes. Ce positionnement est renforcé par le fait qu'aucun parti politique français ne porte d'attention aux revendications exprimées par les régions. Ils cherchent par ailleurs à s'émanciper de l'Église et des milieux cléricaux d'où sont issus les régionalistes, en se réclamant d'un héritage celtique, la religion catholique aliénant selon eux les Bretons.
L'affaire alsacienne en 1926, pendant laquelle le Cartel des gauches tente de revenir sur le concordat en Alsace-Moselle, provoque une agitation autonomiste dans cette région, et les nationalistes bretons en prenant appui sur cet exemple décident de former un parti politique.
Les exemples viennent aussi de l'étranger. L'Irlande est le principal centre d'attention dès la fin des années 1910 : le Home Rule, puis la déclaration d'indépendance de 1919, et enfin son indépendance en 1921 conforte les nationalistes dans la voie de la sécession. La tentative d'instauration au pays de Galles en 1922 d'une certaine forme d'autonomie est un autre point de repère pour cette tendance. Plus largement le panceltisme est utilisé pour trouver des idées en dehors des frontières françaises, et tenter de les acclimater à la Bretagne. Cependant, le mouvement panceltique connaît un échec. D'après Sébastien Carney : « les catholiques irlandais et protestants gallois envisageaient assez mal les gesticulations de jeunes Bretons revendiquant la neutralité religieuse et ne cachant pas leurs sympathies – momentanées – pour le communisme. ».

### Première tentative politique, avec les fédéralistes
La constitution du Parti autonomiste breton en parti politique en septembre 1927 est motivée par les succès électoraux des alsaciens autonomistes de l'Union populaire républicaine. Les nationalistes se joignent à cette expérience politique, de même que des régionalistes de l'URB et de la FRB. Le congrès de Châteaulin en août 1928 fixe une ligne politique, et la tendance fédéraliste s'impose comme majoritaire. Dès 1926 celle-ci avait affirmé sa présence dans du groupe régionaliste breton/Unvaniez Yaouankiz Vreiz, et sous l'influence de Maurice Duhamel son journal Breiz Atao avait pris en juin 1926 le sous titre de « la revue mensuelle du nationalisme breton et du fédéralisme international ».
Le parti présente sans succès des candidats à des élections législatives partielles à Guingamp (Goulven Mazéas) et Rennes, ce qui grève les finances du parti et envenime les relations entre les fédéralistes, alors menés par Maurice Duhamel et Morvan Marchal, et les nationalistes, alors menés par François Debeauvais et Olier Mordrel. Face à l'échec de la tentative de percer dans les milieux populaires, ces derniers sont confortés dans leur approches élitistes. Un nouveau congrès à Rennes en mars 1931 confirme cependant la prédominance des fédéralistes, ce qui provoque le départ des nationalistes, qui créent alors le Parti national breton en décembre de la même année.
C'est dans le cadre des activités de ce parti que la mouvance sort de son isolement en France. Le 12 septembre 1927 se sont regroupés à Quimper des représentants des autonomistes alsaciens, flamands, et corses pour créer un Bulletin des minorités nationales de France. Ceux-ci sont de nouveau présent au congrès de Châteaulin d'août 1928 (ainsi que des représentants irlandais et gallois).

### Marginalisation et radicalisation dans les années 1930

#### Regroupement au sein du Parti national breton
Le Parti national breton est créé en 1931 et récupère de le nom de Breiz Atao pour sa nouvelle revue, après que le Parti autonomiste breton eut choisi de renommer sa publication en La Bretagne Fédérale. Réunissant le courant nationaliste issu du Parti autonomiste breton, il ne compte lors de son premier congrès à Landerneau le 27 décembre 1931 que 25 membres. Il n'a qu'une activité limitée lors de ses premières années, bien que l'attentat du 7 août 1932 à Rennes lui apporte une certaine publicité, voire une certaine crédibilité dans les médias. Ses effectifs restent cependant limités, et en 1940 il ne peut compter que sur environ 300 militants.
Politiquement, il affirme l'existence d'une nation bretonne, et de ce fait réclame l'indépendance de celle-ci. Se réclamant apolitique, réclament « l'union sacrée de tous les Bretons », il exprime cependant un anticommunisme et un antisocialisme marqué. L'année 1936 marque ainsi un tournant dans l'attitude des autorités françaises face aux mouvements autonomistes qui deviennent alors moins conciliantes, et l'arrivée au pouvoir de Daladier en 1938 renforce la lutte contre ces groupes. Le décret-loi de Daladier du 25 mai 1938 qui rétablit le délit d'opinion en matière d'intégrité nationale touche plusieurs militants du PNB, dont son directeur Debeauvais qui fait sept mois de prison. Le 20 octobre 1939, le PNB comme d'autres partis est frappé d'interdiction et est dissous. Deux de ses cadres, Debeauvais et Mordrel fuient en Allemagne alors que d'autres militants se laissent mobiliser. Au niveau régional, il s'oppose dès sa création au parti War Sao, et les fédéralistes de la Ligue fédéraliste de Bretagne raillent le programme SAGA publié par Mordrel en 1933.
La situation géopolitique de l'époque offre au courant nationaliste breton une ouverture avec la mise en place en 1933 du Troisième Reich outre-Rhin. Misant sur une victoire de l'Allemagne en cas de guerre avec la France, il développe alors une propagande pacifiste intéressée, appelant à la neutralité des Bretons en cas de guerre impliquant la France, ou à refuser une « guerre pour les Tchèques ». Ils cherchent ainsi à s'attirer la bienveillance des services secrets allemands, alors que certains membres du PNB comme Mordrel sont déjà en contact avec eux. L'historien Pascal Ory souligne que « l'existence de contacts vénaux entre les mouvements séparatistes bretons dans leur ensemble et l'Allemagne n'est pas niable. [...] Les services de Ribbentrop, de Goebbels, de Rosenberg, voire tout simplement l'Abwehr, sont autant d’interlocuteurs très attentifs. Les séparatistes, de leur côté, saisissent parfois l'occasion d'une manifestation publique de paysans bretons, dorgériste par exemple, pour déployer leur banderole et réclamer outre-Rhin des subsides en proportion avec les foules qu'ils prétendent déplacer...»

#### Un groupe marginalisé politiquement
L'évolution politique française de l'époque marginalise cette tendance. Les formations politiques de gauches font preuve d'une grande hostilité à son égard, et aucun support ne peut être trouvé au sein du Front populaire.
L'extrême-droite française combat elle aussi toute forme d'autonomisme, et aucune alliance ne peut être nouée. L'Action française condamne clairement les attentats du groupe Gwenn ha Du en 1932, et de son côté le Parti national breton s'opposent nettement à ce parti. Des membres du PNB en viennent ainsi aux mains avec les Camelots du roi, le service d'ordre de l'Action française, lors d'une contre-manifestation en septembre 1933 à Saint-Goazec. François de La Rocque des Croix-de-Feu s'opposent lui à toute revendication autonomiste en 1934, et le PNB condamne de son côté les actions de son groupe lors de la crise du 6 février 1934 qu'il qualifie de « fasciste ».
De leur côté, les autorités ecclésiastiques s'opposent dès les années 1920 au montés des idées nationalistes au sein du clergé. L'évêque de Quimper, Adolphe Duparc, met ainsi en garde en 1926 les cadres du Bleun-Brug, l'abbé Madec et l'abbé Perrot, contre toute tentation nationaliste, et en 1927, ceux-ci doivent temporairement mettre fin à leurs rapprochement politique avec cette tendance. L'évêque de Quimper va jusqu'à prononcer l'excommunication des nationalistes bretons en 1940, et les prêtres de son diocèse ont alors ordre de refuser l'absolution aux membres du PNB.

#### Du panceltisme au racialisme
Idéologique, le PNB fait passer la question nationale bretonne avant la question sociale en estimant que cette dernière serait résolue une fois l'indépendance obtenue. D'orientation réactionnaire et de droite mais pouvant attirer des personnalités de gauche comme Yann Sohier, il est dominé par une base militante composée d'une petite bourgeoisie commerçante, issue des petites villes bretonnes. L'orientation « na gwenn na ruz» continue d'être utilisée par le mouvement nationaliste, et repousse dans un premier temps le clivage fasciste/antifasciste qui s'exprime à l'époque.

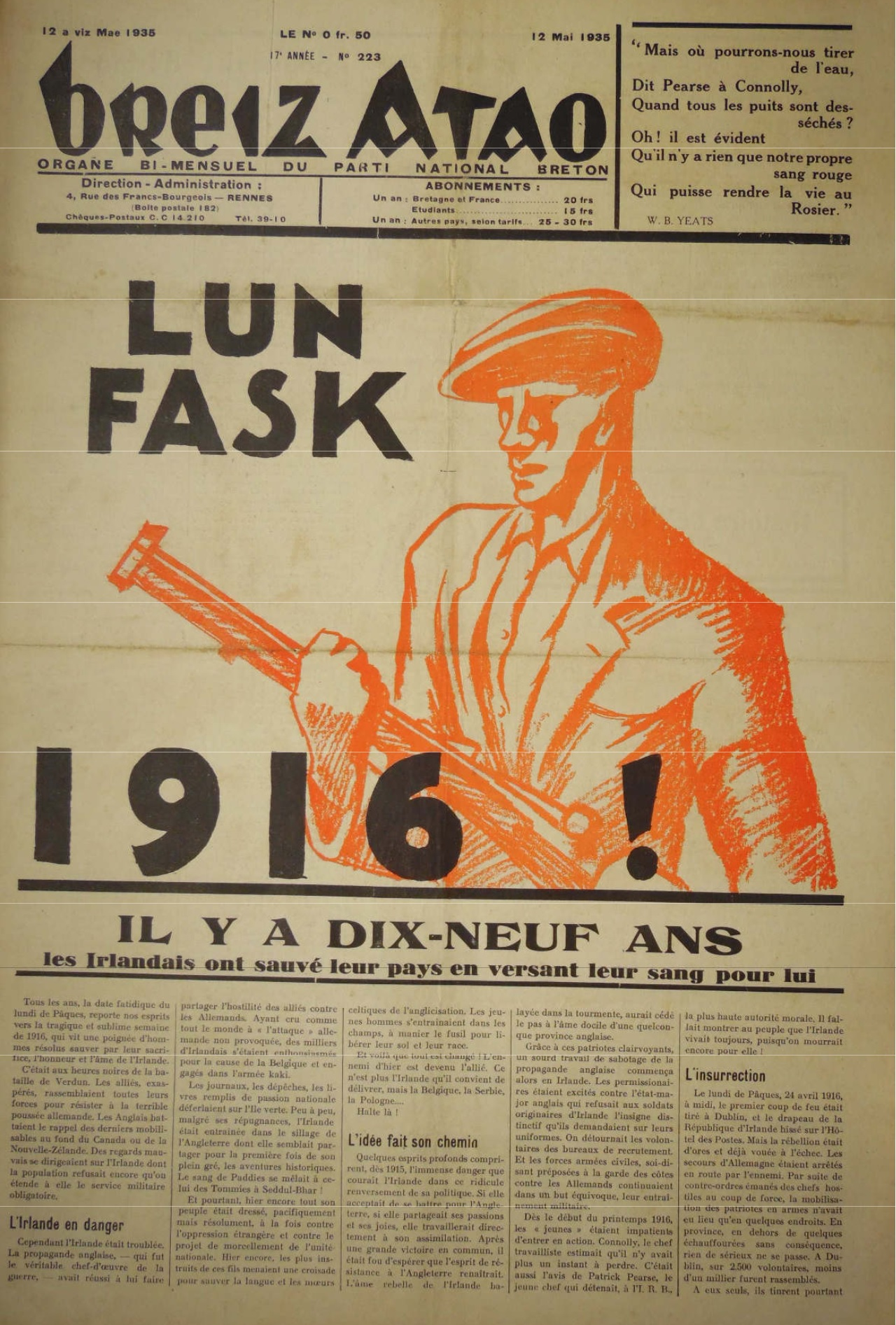
Une de Breiz Atao de 1935 célébrant l'insurrection irlandaise de Pâques 1916.

Le panceltisme continue à être utilisé par les nationalistes, alors que les fédéralistes délaissent cette idée. Ils se démarquent cependant des régionalistes qui sont eux aussi actifs dans ce domaine via le Gorsedd, mais dont les nationalistes raillent les actions. L'exemple irlandais continue d'être célébré par les nationalistes bretons pendant les années 1930, notamment en 1936 pour marquer le 20e anniversaire de l'insurrection de Pâques 1916. Il sert notamment d'exemple pour la création du groupe armé Gwenn ha Du, sur le modèle de l'Irish Republican Army. À contrario, les actions des nationalistes gallois menés par Saunders Lewis, bien que saluées, sont jugées trop non-violentes, tout comme celles des nationalistes écossais du Scottish National Party. Cependant, à partir de 1937 cette dimension panceltisme chez les nationalistes semble s'effacer face à d'autres enjeux internationaux, et ceux-ci affichent des orientations de plus en plus pro-nazi.
Un courant ultranationaliste et ouvertement raciste commence aussi à gagner en influence au sein du mouvement nationaliste pendant cette décennie, en marge du Parti national breton, et parfois en dehors de celui-ci. Olier Mordrel publie en 1933 le programme SAGA dans Breiz Atao, prônant État fort et capitalisme corporatif, ainsi que l'exclusion des étrangers des postes publics. Il fait publier à partir de juillet 1934 la revue Stur dans laquelle il élabore une doctrine qui doit servir de socle idéologique pour les nationalistes, celle-ci étant ouvertement raciste, et préfigurant une collaboration avec le régime nazi. Mordrel y fait l'apologie du régime fasciste italien en 1935, y loue le régime nazi allemand en 1936, et y prône la pureté de la race de « type nordique breton » en 1937. La même année au congrès de Carhaix, le PNB entérine cette évolution idéologique. Dans cette optique, le panceltisme continue d'être utilisé pour faire le lien entre « Celtes » et « Germains » au sein d'une même communauté « nordique ». Cependant ces idées ne rassemblent encore à l'époque qu'une minorité de militants.

### Seconde Guerre mondiale
Durant la Seconde Guerre mondiale, une partie du mouvement politique organisé pratique une politique de collaboration avec l'occupant nazi et/ou avec le régime de Vichy.
En mai 1940, Olier Mordrel proclame le Bretonische Regierung, un gouvernement breton en exil, à Berlin. Ses membres espèrent obtenir des autorités nazies l’indépendance et la reconnaissance d’un État breton dans la « Nouvelle Europe » hitlérienne.
Les comportements des uns et des autres sont l'objet d'une amnésie sélective de guerre qui nourrit toujours des polémiques plus de soixante ans après : « En réalité, à la Libération, au sein du mouvement breton, on minimise la collaboration, on crée le mythe de l'épuration sauvage » .

« Environ 15 à 16 % des membres du PNB ont été traduits devant les tribunaux, rares sont les sympathisants à avoir été jugés. Ce qui fait de l'Épuration un épiphénomène dont la réalité est très éloignée de l'image mythique d'une répression massive, entretenue par la mémoire traumatisée des nationalistes bretons. »

Selon Jean-Yves Andrieux : 

« cette culture de la haine de l’étranger et du mépris du peuple qui habitait les nationalistes les a conduits à faire déconsidérer pour longtemps l’intérêt pour la langue et la culture bretonne dans la région, voire à permettre aux bretonnants de justifier l’abandon du parler breton. Pourtant, dès décembre 1946, à l’initiative des pouvoirs publics, Pierre-Jakez Hélias lançait un nouveau programme d’émissions radiophoniques en langue bretonne sur Radio Quimerc’h. »

### Depuis les années 2000
- Adsav est créé en 2000[59] et plus aucun bureau n'a été élu depuis 2016[60].

- Le Parti Breton (en) est créé le 13 juillet 2000, et inauguré officiellement le 26 avril 2001 à Nantes[61]. Il se présente comme « démocrate, nationaliste, écologiste et fédéraliste européen »[62].